# أور (الأردين)
أور هي بلدية فرنسية تقع في إقليم الأردين في منطقة غراند إيست.   